# Конрад фон Вюрцбург
Ко́нрад фон Вю́рцбург, Конрад Вюрцбургский (ср.-в.-нем. Konrad von Würzburg; 1220/1230 — 31 августа 1287) — немецкий миннезингер и писатель-дидактик.

## Биография
О жизни Конрада Вюрцбургского сохранились скудные сведения. Предполагается, что некоторое время он проживал в Клеве. Последние годы жизни провёл в Базеле, где умер вместе с семьёй от эпидемии и был похоронен в часовне Магдалены в Базельском соборе.

## Творчество
Творчество Конрада объединяет практически все литературные жанры своего времени (лейхи, шпрухи и др.). Оно отличается цельностью мировосприятия, в котором заметно влияние Тангейзера. Ему чуждо изображение любовных страданий, в трактовке любви ощущается умиротворенность, убежденность в гармоничности мира. Обращает на себя внимание совершенная форма его стихотворений. Помимо небольших лирических произведений Конрад писал на заказ более крупные исторические саги и легенды в так называемом «цветистом стиле».
Большое влияние Конрад оказал на творческую личность Фрауэнлоба, который написал на его смерть эпитафию, где воздал хвалу «фиалковому искусству» своего учителя и посетовал, что вместе с ним умерло и искусство. Мейстерзингеры относили Конрада к избранным «двенадцати старым мастерам» миннезанга.

#### Сочинения
- «Рыцарь с лебедем» (рыцарский роман, по мотивам сказания о Лоэнгрине)
- «Партенопиер и Мелиур» (рыцарский роман)
- «Троянская война» (большой рыцарский роман, остался незавершённым; окончен другим автором)
- «Повесть о сердце»
- «Золотая кузница» (стихотворение восхваляющее деву Марию)
- «Энгельхард» (рыцарский роман)
- «Награда мира»
- «Генрих фон Кемптен»